# Mustafa Sandal
Mustafa Sandal est un chanteur de pop turc né à İstanbul le 11 janvier 1970. Il connaît un grand succès en Allemagne et dans son pays..

## Biographie
Mustafa Sandal poursuit des études au Collège du Léman à Versoix (Suisse) et a fait deux ans d'études du marché dans l'université New Hampshire (États-Unis), mais il abandonne ses études pour se consacrer à la musique et retourne à Istanbul (Turquie), son pays d'origine. 
En 1994, son album Suç Bende est vendu à 1,7 million d'exemplaires et devient l'album le plus vendu de l'année. Avec ce succès il a joué 140 concerts en Turquie et 30 en Europe. En outre connu pour ses talents de compositeur et de producteur. 
En 1997, à l'âge de 27 ans il se rend à Londres. Son deuxième album Golgede Ayni est vendu à 3,5 millions d'exemplaires.
En 2006 il obtient un disque d'or en Allemagne en ventes élevées de Isyankar.
Il est marié à la chanteuse Serbe de musique pop Emina Jahovic.

## Discographie

### Albums
- 1994 Suç Bende
- 1996 Gölgede Aynı
- 1997 Gölgede Aynı - Bir Anda (Remix ) Edit
- 1998 Detay
- 1999 Araba
- 2000 Akışına Bırak
- 2002 Kop
- 2003 Seven
- 2004 Seven Reloaded (+5 Video)
- 2007 Devami Var
- 2009 Karizma
- 2012 Organik

### Maxi Singles
- 2003 Maxi Sandal
- 2004 İste
- 2005 Yamalı Tövbeler

### Singles
- 2003 Aya Benzer / MOONLIGHT
- 2004 Araba
- 2004 İsyankar Feat Gentleman (+1 Video)
- 2012 2 Tas Çorba
- 2013 Tesir Altında

### Promo singles
- 2002 Kop Remix (Telsim Mycep GSM Ad Campaign) (Erol Köse)

### Club Singles
- 1999 Araba (Royal Garden Mixes)

### Special Tracks
- 1999 Detay Remix de la compilation Prestij - Best Of 2 CD
- 2000 Can Cana Yan Yana

### Filmographie
- 2010 : Five Minarets in New York

### Série
- 2011 : Başrolde Aşk